# Rissnedepån

Rissnedepån är en av Stockholms tunnelbanas vagnhallar, belägen i norra delen av stadsdelen Rissne inom Sundbybergs kommun. Den nås via ett förbindelsespår mellan Hallonbergens och Rinkeby stationer. I Rissnedepån finns samtliga tunnelbanevagnar som trafikerar Blå linjen uppställda. Uppställningsspåren är belägna under jord, medan verkstad och kontorslokaler finns i byggnader i kvarteret Maden. Åren 1975–1985 användes detta förbindelsespår även för persontrafik eftersom sträckan mellan Västra skogen och Rinkeby via Huvudsta och Rissne ännu inte var färdigställd.
Ovan jord finns skötselhallen samt tunnelbanans enda vändskiva.[källa behövs]
Anläggningen togs i bruk 1975.
För närvarande (2019) pågår detaljplanearbete för att anlägga även en spårvagnsdepå för Tvärbanan inom området 